# Marija Szuroczkina
Marija Władimirowna Szuroczkina (ros. Мария Владимировна Шурочкина; ur. 30 czerwca 1995 w Moskwie) – rosyjska pływaczka synchroniczna, dwukrotna mistrzyni olimpijska (Rio de Janeiro, Tokio), jedenastokrotna mistrzyni świata.

## Kariera
W 2016 startowała na letnich igrzyskach olimpijskich w Rio de Janeiro. Na nich wywalczyła złoty medal olimpijski w konkurencji pływackiej drużyn, dzięki rezultatowi 196,1439 pkt. W 2021 uczestniczyła w letnich igrzyskach olimpijskich w Tokio, startując ponownie w rywalizacji drużyn. W tej konkurencji zdobyła złoty medal olimpijski, dzięki rezultatowi 196,0979 pkt.
Począwszy od 2013 roku, czterokrotnie startowała w mistrzostwach świata. Medale udało się jej wywalczyć na każdej z takich imprez sportowych – w Barcelonie (3 złote), Kazaniu (3 złote), Budapeszcie (2 złote) i Gwangju (3 złote). W latach 2014–2021 na mistrzostwach Europy (Berlin, Londyn, Glasgow, Budapeszt) wywalczyła sześć złotych medali.

## Odznaczenia i wyróżnienia
W 2016 została odznaczona Orderem Przyjaźni za zdobyty złoty medal na igrzyskach w Rio de Janeiro, natomiast trzy lata później została odznaczona tytułem Zasłużonego Mistrza Sportu w Rosji.